# Marie Rivier
Marie Rivier (Montpezat-sous-Bauzon, 19 dicembre 1768 – Bourg-Saint-Andéol, 3 febbraio 1838) è stata una religiosa francese, fondatrice delle Suore della Presentazione di Maria. È stata beatificata da papa Giovanni Paolo II nel 1982 ed è stata canonizzata da papa Francesco nel 2022.

## Biografia
Una caduta dal letto all'età di diciotto mesi le causò la frattura dell'anca e compromise a lungo le sue capacità motorie: tornò a camminare nel 1774 e attribuì la sua guarigione a un miracolo ottenuto grazie all'intercessione della Madonna della Pietà.
Iniziò a insegnare il catechismo alle ragazze della sua città. Studiò presso le suore di Nostra Signora a Pradelles e divenne insegnante: nel 1786 aprì una scuola.
Nel 1790, durante la Rivoluzione, aprì una scuola a Saint-Martin-de-Valamas e nel 1794, su invito di un sulpiziano che vi si era rifugiato, aprì un'altra scuola a Thueyts, presso un antico convento di terziarie domenicane; nel 1796, assieme ad alcune compagne, fondò una congregazione di suore educatrici per gestire la scuola e la dedicò alla Presentazione di Maria.
Terminato il periodo rivoluzionario la congregazione conobbe un notevole sviluppo: nel 1820 la Rivier acquistò un monastero di visitandine abbandonato a Bourg-Saint-Andéol e vi trasferì la casa madre del suo istituto.
Morì nel 1838.

## Il processo di beatificazione e canonizzazione
La sua causa di beatificazione e canonizzazione venne introdotta nel 1853. Madre Rivier fu dichiarata venerabile nel 1890 da papa Leone XIII.

### Il miracolo per la beatificazione e la beatificazione
Ai fini della beatificazione la Chiesa cattolica ha giudicato miracolosa la guarigione di Paulette Dubois, una bambina di sette anni nata il 3 agosto 1930 a Bourg-Saint-Andéol, comune francese situato nel dipartimento dell'Ardèche della regione dell'Alvernia-Rodano-Alpi. Nel dicembre del 1937 le fu diagnosticata un'acrodinia infantile, malattia causata da un avvelenamento da mercurio, di cui allora non si conosceva la causa e quindi la terapia.
Dopo aver appreso della malattia della figlia, i genitori fecero iniziare una novena di preghiera alla venerabile Madre Rivier. Nella notte del 3 febbraio 1938, ultimo giorno della novena e data del centenario della morte della Rivier, tutti i segni della malattia scomparvero improvvisamente. Dopo le opportune visite mediche, la bambina fu considerata guarita. La signora Paulette Dubois è morta a novant'anni nel 2020.
Il Processo apostolico iniziò nel 1948, la discussione medica avvenne il 4 dicembre 1975 e il Congresso dei Consultori Teologi il 2 giugno 1981. Il voto favorevole della Congregazione plenaria dei Padri cardinali e vescovi fu presentato a papa Giovanni Paolo II il 15 ottobre 1981 e il decreto sul miracolo fu promulgato il 27 novembre successivo. Grazie alla fama di santità e ai segni attribuiti a Madre Rivier, la causa fu dispensata dal secondo miracolo, allora richiesto. La cerimonia di beatificazione fu celebrata da papa Giovanni Paolo II il 23 maggio 1982 in piazza San Pietro.

### Il miracolo per la canonizzazione e la canonizzazione
Ai fini della canonizzazione, la Chiesa cattolica ha considerato il caso di un'insegnante di Tagbilaran, nelle Filippine, che, dopo un aborto spontaneo nel 2006 e due maternità senza problemi nel 2007 e nel 2009, nel gennaio 2015 era rimasta di nuovo incinta, ma il 21 febbraio un'ecografia aveva evidenziato un "idrope embrio-fetale generalizzato precoce non immunologico" a carico del feto, giunto alla dodicesima settimana, con il rischio di un nuovo aborto.
Pochi giorni dopo l'ecografia, la preside della Presentation of Mary School di Clarin, dove la donna insegnava, prese l'iniziativa di invocare l'intercessione della beata Rivier, insieme alla donna, al marito, ai colleghi e alle suore della scuola. Nel marzo 2015, due settimane dopo la prima ecografia, una nuova ecografia evidenziò che non c'erano più tracce dell'idrope. La bambina, Angel Marie Vier Albaracin Degamo, nacque il 6 settembre 2015 completamente sana.
L'inchiesta diocesana si è tenuta dal 19 novembre al 1º dicembre 2018, e la sua validità giuridica è stata decretata dalla Congregazione delle cause dei santi il 24 maggio 2019. Il 23 febbraio 2021 la Consulta Medica ha dichiarato che la repentina, completa e duratura guarigione non è spiegabile secondo le attuali conoscenze scientifiche. L'8 giugno dello stesso anno i Consultori Teologi hanno ritenuto la guarigione miracolosa e dovuta all'intercessione della beata Maria Rivier, giudizio confermato dalla Sessione Ordinaria dei Cardinali e Vescovi il 7 dicembre 2021. Il 13 dicembre 2021 papa Francesco ha autorizzato la pubblicazione del decreto riguardante il miracolo attribuito all'intercessione della beata; la canonizzazione è stata celebrata in Piazza San Pietro il 15 maggio 2022 dallo stesso pontefice.
La sua memoria liturgica ricorre il 3 febbraio.